# Anass Azim
Anass Azim (arab. أنس عزيم, ur. 4 maja 1988 w Fezie) – marokański piłkarz, grający jako środkowy obrońca.

## Klub

### Wydad Fez
Zaczynał karierę w Wydadzie Fez, gdzie grał w rezerwach do 2009 roku.
W sezonie 2011/2012 (pierwszym w bazie Transfermarkt) zagrał 13 meczów i strzelił 3 bramki.

### Renaissance Berkane
1 sierpnia 2012 roku przeszedł do Renaissance Berkane za kwotę 39 tysięcy euro. W tym klubie zadebiutował 16 września 2012 roku w meczu przeciwko Hassania Agadir (porażka 3:2). Zagrał całe spotkanie. Pierwszą bramkę strzelił 2 marca 2013 roku w meczu przeciwko Maghreb Fez (1:1). Do siatki trafił w 51. minucie. Łącznie zagrał 22 mecze i strzelił gola.

### FAR Rabat
1 lipca 2013 roku dołączył do FAR Rabat, które zapłaciło za niego 71 tysięcy euro. W tym zespole debiut zaliczył 28 września 2013 roku w meczu przeciwko Olympic Safi (wygrana 1:2). Zagrał cały mecz. Pierwszego gola strzelił 2 kwietnia 2014 roku w meczu przeciwko Moghreb Tétouan (1:1). Do bramki rywali trafił w 5. minucie, ale też zdobył bramkę samobójczą, która padła w 34. minucie. Pierwszą asystę zaliczył 16 grudnia 2016 roku w meczu przeciwko JS de Kasba Tadla (2:2). Asystował przy bramce Mehdiego Naghmiego w 37. minucie. Łącznie zagrał 79 meczów, strzelił 5 goli i miał 2 asysty.

### Al-Shoalah
11 sierpnia 2017 roku został zawodnikiem Al-Shoalah.

### Olympique Khouribga
3 stycznia 2018 roku zmienił klub na Olympique Khouribga. W tym zespole zadebiutował 14 lutego 2018 roku w meczu przeciwko Raja Casablanca (porażka 4:3). Grał 42 minuty, został zastąpiony przez Mehdiego Baltama. Łącznie zagrał 8 spotkań.

### Maghreb Fez
1 stycznia 2019 roku został zawodnikiem Maghrebu Fez.
W sezonie 2020/2021 zagrał 4 mecze.

### Stade Marocain Rabat
25 sierpnia 2021 roku został graczem Stade Marocain Rabat. 1 lipca 2022 roku zakończył karierę.